# Coração de Dragão 3: A Maldição do Feiticeiro
Dragonheart 3: The Sorcerer's Curse (bra/prt: Coração de Dragão 3: A Maldição do Feiticeiro) é um filme de aventura e fantasia de 2015 dirigido por Colin Teague e lançado diretamente em mídia doméstica. O terceiro filme da franquia Dragonheart é uma prequela do filme original.

## Elenco
- Julian Morris como Gareth[3]
- Ben Kingsley como Drago (voz)[4][5]
- Jassa Ahluwalia como Lorne
- Jonjo O'Neill como Brude
- Jake Curran como Traevor
- Tamzin Merchant como Rhonu
- Dominic Mafham como Sir Horsa
- Nadiv Molcho como Comerciante
- Christopher Fairbank como Potter
- Ozama Oancea como Begilda
- Harry Lister Smith como Kalin
- Daniel Everitt-Lock como Cuthbert
- Serban Celea como Sir Wulfric
- Duncan Preston como Elisedd
- Ioan Coman como Vendedor
- Edouard Philipponat como Escudeiro Edouard
- Pavel Ulici como Banguela Pict
- Vlad Radescu como Aldeão
- Matthew Feitshans como Matthaeus
- Denis Stefan como Principal Pict

## Recepção
O filme arrecadou US$ 2 159 921 com vendas domésticas, em DVD e Blu-ray.